# Premierzy Bahamów

## Lista szefów rządów Bahamów

### Główny minister Wysp Bahamów
| # | Imię i Nazwisko              | Portret | Kadencja | Kadencja        | Partia polityczna | Partia polityczna |
| # | Imię i Nazwisko              | Portret | Od       | Do              | Partia polityczna | Partia polityczna |
| - | ---------------------------- | ------- | -------- | --------------- | ----------------- | ----------------- |
| 1 | Roland Symonette (1898-1980) |         | 1955     | 7 stycznia 1964 |                   | UBP               |

### Premierzy Bahamów
| # | Imię i Nazwisko              | Portret | Kadencja         | Kadencja         | Partia polityczna | Partia polityczna |
| # | Imię i Nazwisko              | Portret | Od               | Do               | Partia polityczna | Partia polityczna |
| - | ---------------------------- | ------- | ---------------- | ---------------- | ----------------- | ----------------- |
| 1 | Roland Symonette (1898–1980) |         | 7 stycznia 1964  | 16 stycznia 1967 |                   | UBP               |
| 2 | Lynden Pindling (1930–2000)  |         | 16 stycznia 1967 | 10 maja 1969     |                   | PLP               |

### Premier Wspólnoty Wysp Bahama
| # | Imię i Nazwisko             | Portret | Kadencja     | Kadencja      | Partia polityczna | Partia polityczna |
| # | Imię i Nazwisko             | Portret | Od           | Do            | Partia polityczna | Partia polityczna |
| - | --------------------------- | ------- | ------------ | ------------- | ----------------- | ----------------- |
| 1 | Lynden Pindling (1930–2000) |         | 10 maja 1969 | 10 lipca 1973 |                   | PLP               |

### Premierzy Wspólnoty Bahamów
| #   | Imię i Nazwisko             | Portret | Kadencja         | Kadencja         | Partia polityczna | Partia polityczna |
| #   | Imię i Nazwisko             | Portret | Od               | Do               | Partia polityczna | Partia polityczna |
| --- | --------------------------- | ------- | ---------------- | ---------------- | ----------------- | ----------------- |
| 1   | Lynden Pindling (1930–2000) |         | 10 lipca 1973    | 21 sierpnia 1992 |                   | PLP               |
| 2   | Hubert Ingraham (ur. 1947)  |         | 21 sierpnia 1992 | 3 maja 2002      |                   | FNM               |
| 3   | Perry Christie (ur. 1943)   |         | 3 maja 2002      | 4 maja 2007      |                   | PLP               |
| (2) | Hubert Ingraham (ur. 1947)  |         | 4 maja 2007      | 8 maja 2012      |                   | FNM               |
| (3) | Perry Christie (ur. 1943)   |         | 8 maja 2012      | 11 maja 2017     |                   | PLP               |
| 4   | Hubert Minnis (ur. 1954)    |         | 11 maja 2017     | 17 września 2021 |                   | FNM               |
| 5   | Philip Davis (ur. 1951)     |         | 17 września 2021 | nadal            |                   | PLP               |